# Vieux-Moulin (Oise)
Vieux-Moulin és un municipi francès, situat al departament de l'Oise i a la regió dels Alts de França. L'any 2007 tenia 614 habitants.

## Demografia

### Població
El 2007 la població de fet de Vieux-Moulin era de 614 persones. Hi havia 234 famílies de les quals 64 eren unipersonals (24 homes vivint sols i 40 dones vivint soles), 71 parelles sense fills, 83 parelles amb fills i 16 famílies monoparentals amb fills.
La població ha evolucionat segons el següent gràfic:
Habitants censats

### Habitatges
El 2007 hi havia 292 habitatges, 233 eren l'habitatge principal de la família, 38 eren segones residències i 21 estaven desocupats. 277 eren cases i 15 eren apartaments. Dels 233 habitatges principals, 184 estaven ocupats pels seus propietaris, 40 estaven llogats i ocupats pels llogaters i 10 estaven cedits a títol gratuït; 4 tenien una cambra, 15 en tenien dues, 22 en tenien tres, 42 en tenien quatre i 151 en tenien cinc o més. 179 habitatges disposaven pel capbaix d'una plaça de pàrquing. A 87 habitatges hi havia un automòbil i a 128 n'hi havia dos o més.

### Piràmide de població
La piràmide de població per edats i sexe el 2009 era:
| Homes | Edats   | Dones |
| ----- | ------- | ----- |
| 0     | 95 o +  | 4     |
| 0     | 90 a 94 | 0     |
| 0     | 85 a 89 | 4     |
| 0     | 80 a 84 | 0     |
| 12    | 75 a 79 | 8     |
| 12    | 70 a 74 | 16    |
| 4     | 65 a 69 | 20    |
| 12    | 60 a 64 | 12    |
| 4     | 55 a 59 | 16    |
| 28    | 50 a 54 | 12    |
| 20    | 45 a 49 | 16    |
| 16    | 40 a 44 | 24    |
| 20    | 35 a 39 | 32    |
| 28    | 30 a 34 | 20    |
| 20    | 25 a 29 | 20    |
| 8     | 20 a 24 | 16    |
| 24    | 15 a 19 | 20    |
| 28    | 10 a 14 | 12    |
| 28    | 5 a 9   | 32    |
| 8     | 0 a 4   | 28    |

## Economia
El 2007 la població en edat de treballar era de 397 persones, 292 eren actives i 105 eren inactives. De les 292 persones actives 272 estaven ocupades (152 homes i 120 dones) i 20 estaven aturades (8 homes i 12 dones). De les 105 persones inactives 28 estaven jubilades, 42 estaven estudiant i 35 estaven classificades com a «altres inactius».

### Ingressos
El 2009 a Vieux-Moulin hi havia 247 unitats fiscals que integraven 672 persones, la mediana anual d'ingressos fiscals per persona era de 26.329 €.

### Activitats econòmiques
Dels 37 establiments que hi havia el 2007, 4 eren d'empreses de construcció, 8 d'empreses de comerç i reparació d'automòbils, 2 d'empreses de transport, 3 d'empreses d'hostatgeria i restauració, 2 d'empreses d'informació i comunicació, 3 d'empreses financeres, 4 d'empreses immobiliàries, 7 d'empreses de serveis, 2 d'entitats de l'administració pública i 2 d'empreses classificades com a «altres activitats de serveis».
Dels 7 establiments de servei als particulars que hi havia el 2009, 1 era un paleta, 1 empresa de construcció, 3 restaurants i 2 agències immobiliàries.
L'únic establiment comercial que hi havia el 2009 era una carnisseria.

## Equipaments sanitaris i escolars
El 2009 hi havia una escola elemental.

## Poblacions més properes
El següent diagrama mostra les poblacions més properes.